# 티보 쿠르투아
티보 니콜라 마르크 쿠르투아(프랑스어: Thibaut Nicolas Marc Courtois, 프랑스어 발음: [tibo kuʁtwa], 1992년 5월 11일~)는 벨기에의 축구 선수로 포지션은 골키퍼이다. 현재 스페인 라리가의 레알 마드리드 소속으로 활동하고 있다.
2011년 19세의 나이로 벨기에 국가대표팀 경력을 시작했으며 벨기에 최연소 성인 국가대표 골키퍼가 되었다. 그 이후로 2023년까지 국가대표팀 경기 102회 출전하여 대표팀 출전 기록 순위에서 7위를 차지했으며, 월드컵 3회, UEFA 유로 2회 참가했다. 2018년 FIFA 월드컵에서 벨기에가 대표팀 월드컵 역대 최고 순위인 3위를 차지하도록 기여하면서 대회 최고의 골키퍼상인 골든 글러브를 수상했다.
그는 세계 최고의 골키퍼 중 한 명으로 평가되며, 2012-13 시즌에 아틀레티코 마드리드 소속으로 라리가 최우수 골키퍼에게 주는 상인 트로페오 리카르도 사모라를 받았다.

## 구단 경력

### 초기 경력
림뷔르흐주 브레이 출신으로, 쿠르투아는 지역 클럽인 빌전 V.V.에서 축구를 시작하였고, 축구를 시작할 당시에는 레프트 백이었다. 이후 1999년, 그는 7세의 나이에 헹크로 이적하였고, 여기에서 그는 골키퍼로 전향하였다.

### KRC 헹크

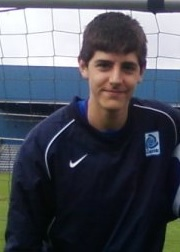
2010-11 시즌, 헹크에서의 쿠르투아

헹크의 유소년 아카데미를 졸업한 후 쿠르투아는 16세 341일의 나이가 된 2009년 4월 17일, 헨트와의 경기에서 헹크 1군 첫 경기에 출전했다. 그는 헹크가 2010-11 시즌의 벨기에 주필러 리그를 우승하는데 큰 영향을 끼쳤다. 그는 리그 40경기에 전부 출전하여 32실점만을 허용하고, 14차례 헹크의 클린시트를 기록하며, 올해의 골키퍼 상과 헹크 올해의 선수 상을 획득하였다.

### 첼시 FC
2011년 7월 26일, 첼시와 5년 계약을 체결하며 잉글랜드 클럽에 합류하였다.

### 아틀레티코 마드리드 임대

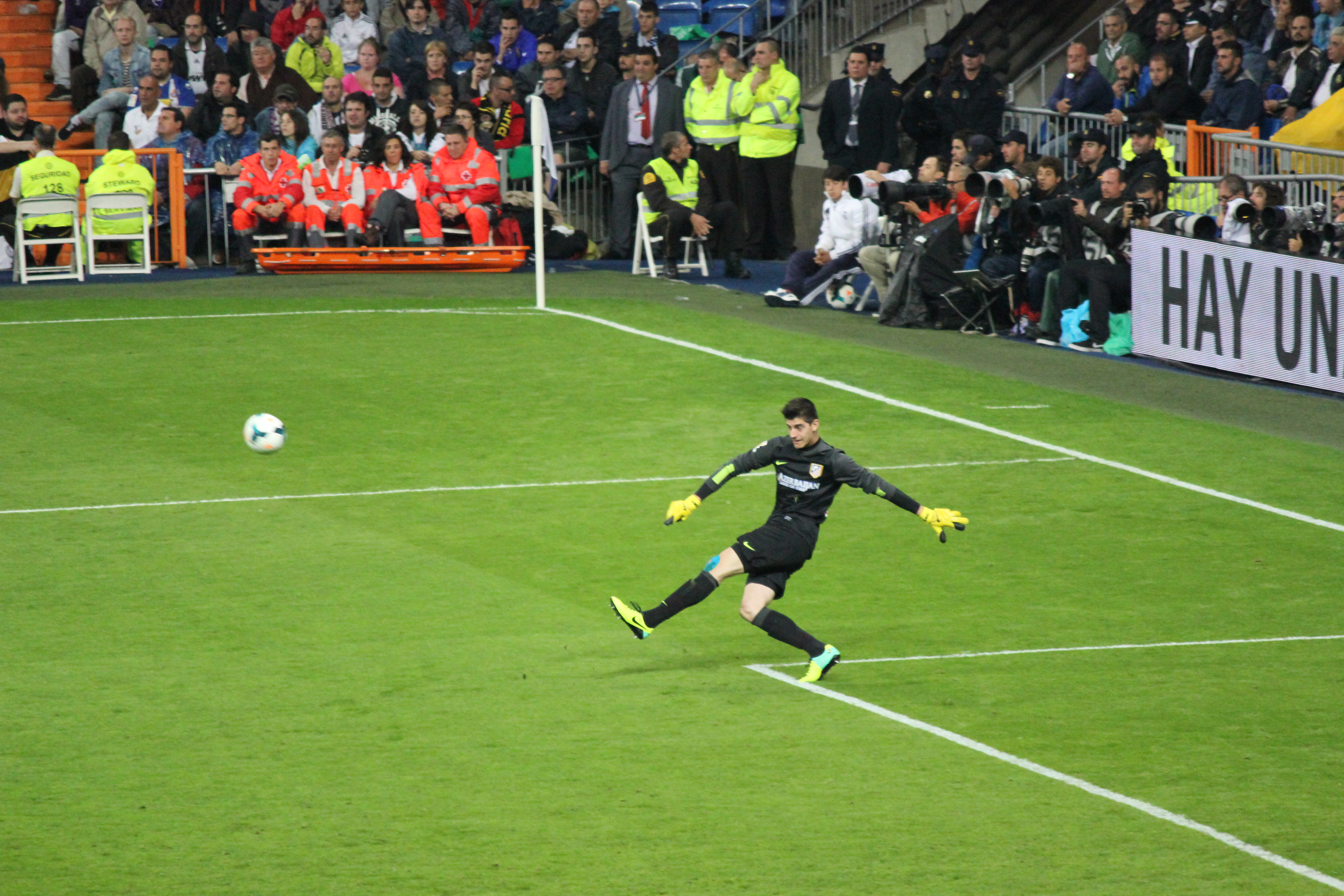
2013년, 아틀레티코 마드리드에서 활약하는 쿠르투아

첼시에 합류한지 몇주 후, 쿠르투아는 라 리가 클럽 아틀레티코 마드리드로 한 시즌간 임대되었다. 쿠르투아는 2011년 6월, 다비드 데 헤아가 맨체스터 유나이티드로 이적하면서 공석이 된 등번호 13번을 받았다.
쿠르투아는 비토리아 드 기마랑이스와의 UEFA 유로파리그 2011-12 경기에서 아틀레티코 데뷔전을 치르었고, 이후 0-0으로 비긴 오사수나전에서 라 리가 첫 경기를 치르었다. 쿠르투아는 세르히오 아셍호를 밀어내고 주전 골키퍼로 선정되어, 처음 6번의 라 리가 경기에서 4번의 클린시트를 기록하였다. 2011년 11월 26일, 쿠르투아는 레알 마드리드전에서 카랭 벤제마에 파울을 범하며 프로 데뷔 이후로는 첫 퇴장을 당하였고, 아틀레티코는 마드리드 더비에서 1-4로 패하였다. 아틀레티코는 2012년 UEFA 유로파리그 결승전에 진출하였고, 쿠르투아는 같은 스페인 리그 클럽인 아틀레틱 빌바오를 상대로 클린시트를 기록하며 3-0 승리에 공헌하였다.
쿠르투아는 2012-13 시즌에 아틀레티코 마드리드로 한 시즌 더 임대되었다. 그의 두 번째 임대기간에 처음으로 상대한 팀은 첼시 FC로, AS 모나코의 UEFA 슈퍼컵 2012 단판 경기에서 만났고, 경기는 아틀레티코 마드리드의 4-1 승리로 종료되었다. 시즌 중간에 쿠르투아는 에스타디오 비센테 칼데론에서의 820분 무실점이라는 아틀레티코 마드리드 신기록을 세웠는데, 이 기록은 레알 소시에다드전 0-1 패배로 종료되었다. 아틀레티코는 2013년 코파 델 레이 결승전에 올랐고, 이 결승전에서 도시 라이벌인 레알을 상대로 2-1로 이겨 쿠르투아는 경기 MVP로 선정되었고, 아틀레티코는 14년만에 레알전 첫 승리를 따냈다.
2013-14 시즌에도, 쿠르투아는 또다시 아틀레티코로 12달 더 임대되었다.
2014년 4월, 아틀레티코는 UEFA 챔피언스리그 준결승전에서 쿠르투아의 모구단인 첼시와 맞붙게 되었고, 쿠르투아의 계약서에 아틀레티코는 모구단 경기에 쿠르투아를 출전 시키기 위해 경기당 €3M을 첼시에 지불해야 한다는 조건이 있었다. 유럽 축구의 행정부 UEFA는 쿠르투아가 돈을 지불하지 않고도 첼시전에 출전해야 한다고 고집하였다.
결국, 유럽 축구의 행정부의 의견에 따라 첼시와의 챔피언스리그 4강 1,2차전 경기에 모두 출전하였고, 홈 경기에서는 0-0 무승부, 원정 경기에서는 3-1 승리를 이끌어 팀을 40년 만에 챔피언스리그 결승 진출하는데 큰 기여를 하였다.

### 첼시 FC 복귀
시즌 종료 후 쿠르투아는 다시 첼시로 복귀했다. 복귀 후 티보 쿠르투아는 첼시의 오랜 수문장이였던 페트르 체흐를 대신해 활약을 펼쳤다.

### 레알 마드리드
2018년 8월 8일, 레알 마드리드와 6년 계약을 맺고 이적하였다.

## 국가대표팀 경력
쿠르투아는 2011년 10월, 처음으로 벨기에 축구 국가대표팀에 발탁되고, 0-0으로 득점없이 비긴 프랑스와의 친선경기에서 국가대표팀 신고식을 치르었고, 그는 벨기에 국가대표팀 역대 최연소 골키퍼 데뷔기록을 세웠다.
쿠르투아는 2014년 FIFA 월드컵 예선전의 매 분을 소화하였고, 벨기에는 2002년 FIFA 월드컵 이래 처음으로 주요 대회에 참가하게 되었다.
2023년 3월 21일, 쿠르투아는 로멜루 루카쿠와 함께 벨기에 축구 국가대표팀의 부주장이 되었다.
대표팀 감독 테데스코, 코치진과의 불화로 유로 2024 명단에서 탈락하였다.

## 출전 통계
2025년 4월 26일
| 클럽                | 시즌      | 리그 | 컵   | 대륙 | 기타 | 합계 |
| 클럽                | 시즌      | 출장 | 출장 | 출장 | 출장 | 출장 |
| ------------------- | --------- | ---- | ---- | ---- | ---- | ---- |
| 헹크                | 2008–09   | 1    | 0    | 0    |      | 1    |
| 헹크                | 2009–10   | 0    | 0    | 0    |      | 0    |
| 헹크                | 2010–11   | 40   | 1    | 3    |      | 44   |
| 헹크                | 합계      | 41   | 1    | 3    |      | 45   |
| 아틀레티코 마드리드 | 2011–12   | 37   | 6    | 15   |      | 52   |
| 아틀레티코 마드리드 | 2012–13   | 37   | 8    | 1    | 1    | 46   |
| 아틀레티코 마드리드 | 2013–14   | 37   | 5    | 12   | 2    | 56   |
| 아틀레티코 마드리드 | 합계      | 105  | 13   | 25   | 3    | 154  |
| 첼시                | 2014-15   | 32   | 2    | 5    |      | 39   |
| 첼시                | 2015-16   | 23   | 3    | 3    | 1    | 30   |
| 첼시                | 2016-17   | 36   | 3    |      |      | 39   |
| 첼시                | 2017-18   | 35   | 2    | 8    | 1    | 46   |
| 첼시                | 합계      | 126  | 10   | 16   | 2    | 154  |
| 레알 마드리드       | 2018-19   | 27   | 1    | 5    | 2    | 35   |
| 레알 마드리드       | 2019-20   | 34   |      | 7    | 2    | 43   |
| 레알 마드리드       | 2020-21   | 38   |      | 12   | 1    | 51   |
| 레알 마드리드       | 2021-22   | 36   | 1    | 13   | 2    | 52   |
| 레알 마드리드       | 2022-23   | 31   | 5    | 10   | 3    | 49   |
| 레알 마드리드       | 2023-24   | 4    |      | 1    |      | 5    |
| 레알 마드리드       | 2024-25   | 27   | 1    | 12   | 4    | 44   |
| 레알 마드리드       | 합계      | 197  | 8    | 60   | 14   | 279  |
| 경력 합계           | 경력 합계 | 475  | 32   | 106  | 19   | 635  |

### 국가대표 통계
| 연도 | 출전 |
| ---- | ---- |
| 2011 | 1    |
| 2012 | 6    |
| 2013 | 7    |
| 2014 | 13   |
| 2015 | 6    |
| 2016 | 14   |
| 2017 | 8    |
| 2018 | 15   |
| 2019 | 9    |
| 2020 | 2    |
| 2021 | 13   |
| 2022 | 6    |
| 2023 | 2    |
| 2024 | 1    |
| 합계 | 103  |

## 논란
2013년 4월, 쿠르투아는 케빈 더 브라위너의 여자 친구인 카롤리너 리넌 (Caroline Lijnen) 이 스페인에서 머무를 때 접촉한 것으로 인해 잡지에 적발되어 논란의 중심이 되었다. 더 브라위너는 이 사태에 대해 공론화 시키지 않았으나, SNS를 통해 그는 불편한 감정을 여러 차례 드러냈었다. 이 사태는 마르크 빌모츠 국가대표팀 감독이 더 브라위너와 쿠르투아가 서로 같이 활약을 꺼릴 정도로 일이 커지자 중재에 나서기까지 하였다. 결국, 빌모츠는 성공적으로 사건을 중재하였다.
2014년 2월, 쿠르투아는 리버풀 골키퍼 시몽 미뇰레가 항상 "겸손하고 존경심이 있어야 한다는 것을 그가 기억하여야 한다."라는 발언으로 벨기에 국가대표팀의 분위기에 찬물을 끼얹었다. 그러나, 이전 인터뷰에서, 미뇰레는 그의 야망이 노력을 통해 국가대표팀에서 주전 자리를 다시 꿰차겠다고 한 적이 있었다.

## 티보잉
쿠르투아의 2013년 1월에 기록한 선방으로부터 영감을 받아, 이 벨기에 골키퍼에 경의를 표하는 티보잉 (Thibauting)이라는 신조어가 만들어졌다. 2013년 11월, 이 단어가 벨기에의 올해의 스포츠 신조어 투표 후보로 선정되었다. 이 단어는 2011-12 시즌에 나온 티보잉 (Tebowing) 밈의 언어 유희이다.

## 수상 내역

#### 헹크
- 벨기에 프로 리그 : 2010-11

#### 아틀레티코 마드리드
- 라리가 : 2013-14
- 국왕컵 : 2012-13
- UEFA 유로파리그 : 2011-12
- UEFA 슈퍼컵 : 2012

#### 첼시
- 프리미어리그 : 2014-15, 2016-17
- EFL컵 : 2014-15
- FA컵 : 2017-18

#### 레알 마드리드
- 라리가 : 2019-20, 2021-22, 2023-24
- 국왕컵 : 2022-23
- 수페르코파 데 에스파냐 : 2020, 2022
- UEFA 챔피언스리그 : 2021-22, 2023-24
- UEFA 슈퍼컵 : 2022, 2024
- FIFA 클럽 월드컵 : 2018
- FIFA 인터컨티넨탈컵 : 2024

#### 벨기에
- FIFA 월드컵 3위 : 2018

### 개인
- 라리가 최우수 골키퍼 : 2012-13
- 라리가 이 달의 선수 : 20년 1월, 22년 2월
- 사모라 상[37] : 2012-13, 2013-14, 2019-20
- 프리미어리그 골든 글러브[38] : 2016-17
- UEFA 챔피언스리그 시즌의 스쿼드 : 2013-14, 2020-21, 2021-22, 2022-23
- 더 베스트 FIFA 풋볼 어워드 베스트 골키퍼 : 2018
- FIFA 월드컵 골든 글러브, 드림팀, 판타지팀 : 2018
- ESM 올해의 팀 : 2013-14, 2021-22
- 라리가 시즌의 팀 : 2021-22
- 벨기에 올해의 운동선수 : 2014
- 벨기에 최우수 해외선수 : 2013, 2014
- 벨기에 축구 올해의 골키퍼 : 2011
- 벨기에 브론즈슈 : 2011
- FIFPRO 월드 11 : 2022, 2023
- 야신 트로피 : 2022
- 글로브사커 커리어 어워드 : 2024
- IFFHS 올해의 팀 : 2018, 2022

## 같이 보기
- A매치 100경기 이상 출전한 축구 선수 명단